# Sanchotello
Sanchotello település Spanyolországban, Salamanca tartományban. Sanchotello Peromingo, Ledrada, Fresnedoso, Vallejera de Riofrío, Béjar és Navalmoral de Béjar községekkel határos. Lakosainak száma 212 fő (2024).

## Népesség
A település népessége az elmúlt években az alábbi módon változott:
| Lakosok száma | 309  | 285  | 251  | 248  | 233  | 229  | 229  | 217  | 230  | 212  |
|               | 2001 | 2004 | 2007 | 2009 | 2012 | 2014 | 2017 | 2019 | 2022 | 2024 |